# Giovanni Antonio Matera

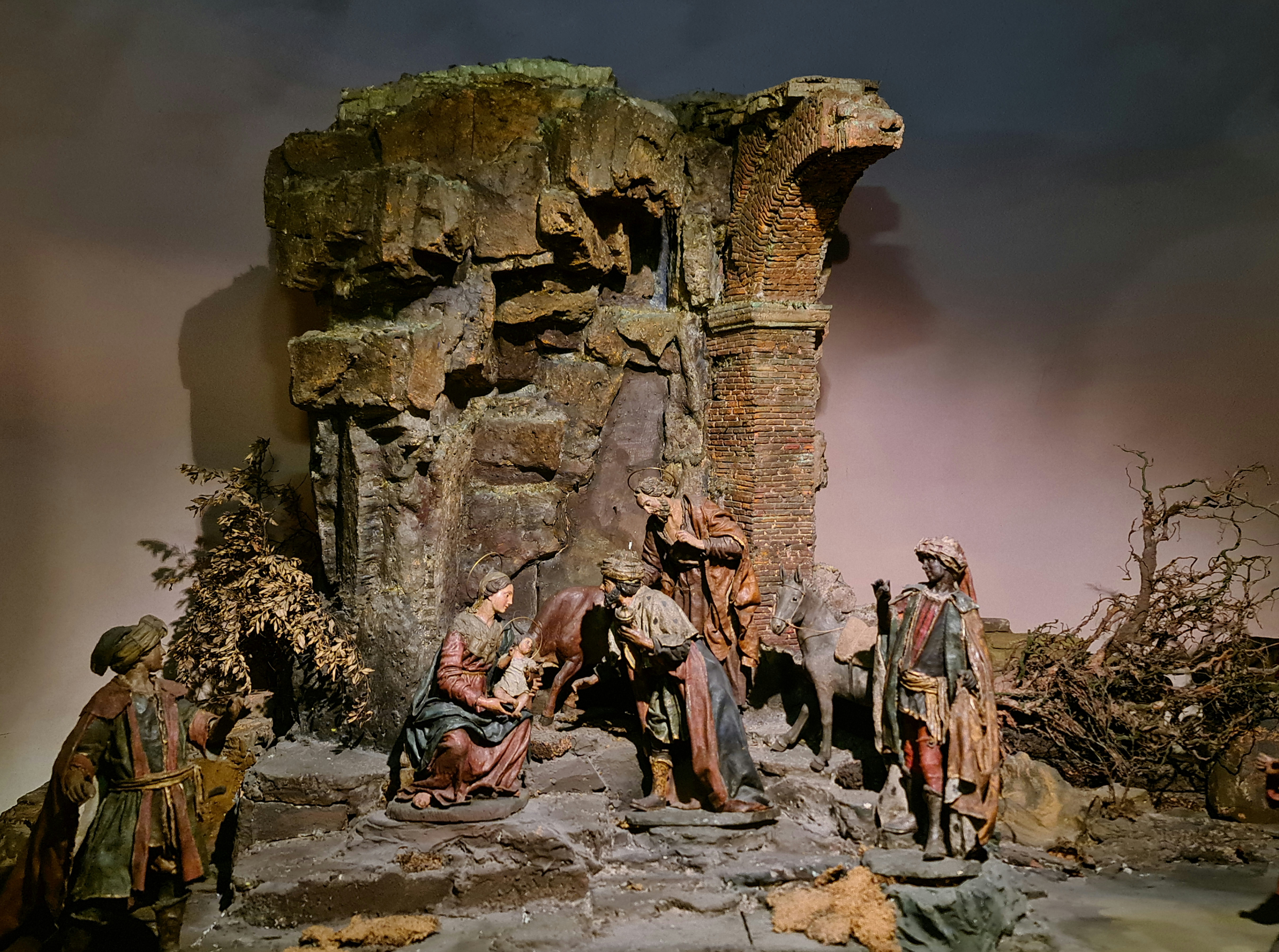
Anbetung der Heiligen Drei Könige (um 1700, Bayerisches Nationalmuseum)

Giovanni Antonio Matera (* 2. September 1653 in Trapani; † 1718 in Palermo) war ein Bildhauer des Barock auf Sizilien.

## Leben
Der Bildschnitzer Giovanni Matera  schuf hauptsächlich Krippenfiguren. Er folgte damit der vor allem in Trapani verbreiteten Kunstform, dessen bekanntester Vertreter Alberto Tipa war. Über seinen künstlerischen Lebensweg ist wenig bekannt. Infolge einer Familienfehde wurde er eines Verbrechens bezichtigt. Vor der Anklage floh er nach Monreale und fand später Zuflucht im Kloster Sant’ Antonio in Palermo. Seine meist in kleinem Maßstab ausgeführten Figuren ausdrucksstarken Skulpturen weisen Bezüge zum Barockstil Gian Lorenzo Berninis auf.

## Werke (Auswahl)
- Museo Regionale di Pepoli (Trapani): „Madonna, Kund und Heilige Franziskaner“ und eine Krippe
- Museo Etnografico Siciliano Giuseppe Pitrè (Palermo): Verschiedene Figurengruppen zum Evangelium, darunter 397 Hirtenfiguren.
- Bayerisches Nationalmuseum (München): Umfangreiche Figurengruppe aus Tieren und Menschen (1680–1715)